# Radnice v Boskovicích
Radnice v Boskovicích byla vybudována v letech 1460–1490 a nachází se na východním konci Masarykova náměstí.

## Historie
Stavba je připisována Ladislavovi z Boskovic, avšak to není doloženo. Současnou pozdně renesanční podobu získala po přestavbě v roce 1567. Radnice původně plnila funkci kupeckého domu. Město ji však roku 1620 odkoupilo. Roku 1714 postihl budovu požár, jeho následky byly odstraněny o rok později. Roku 1765 získala věž novou báň. V květnu roku 1823 radnici postihl druhý požár.
V období let 1851–1960 sídlil v budově radnice okresní soud, proto zde byla zřízena i věznice a byt dozorce. V roce 1868 byla opravena střecha. Na počátku 20. století byly přízemní prostory upraveny k obchodním účelům. Roku 1924 bylo přistoupeno k opravě celé radnice. Roku 1955 byla rekonstrukce opakována, přistoupilo se k výměně oken a byla opatřena novou omítkou. Roku 1958 byla budova zapsána do státního seznamu nemovitých kulturních památek.
O dvaadvacet let později byly opravovány věžní hodiny. V letech 1982–1986 byly opravovány stropy a střecha, 1992–1993 pak fasáda. O dva roky později byla opravována opět fasáda. Poslední rekonstrukce probíhaly v roce 2010. Při rekonstrukci bylo potřeba oddělit vstup do věže od místností městského úřadu. Vnitřek věže sestávající ze žebříků byl vybourán a nahrazen novým dřevěným schodištěm. 15. září 2010 pak došlo k otevření přístupu na věž pro veřejnost. V současnosti na radnici sídlí městský úřad, městské informační středisko a Galerie Otakara Kubína.

## Fotogalerie

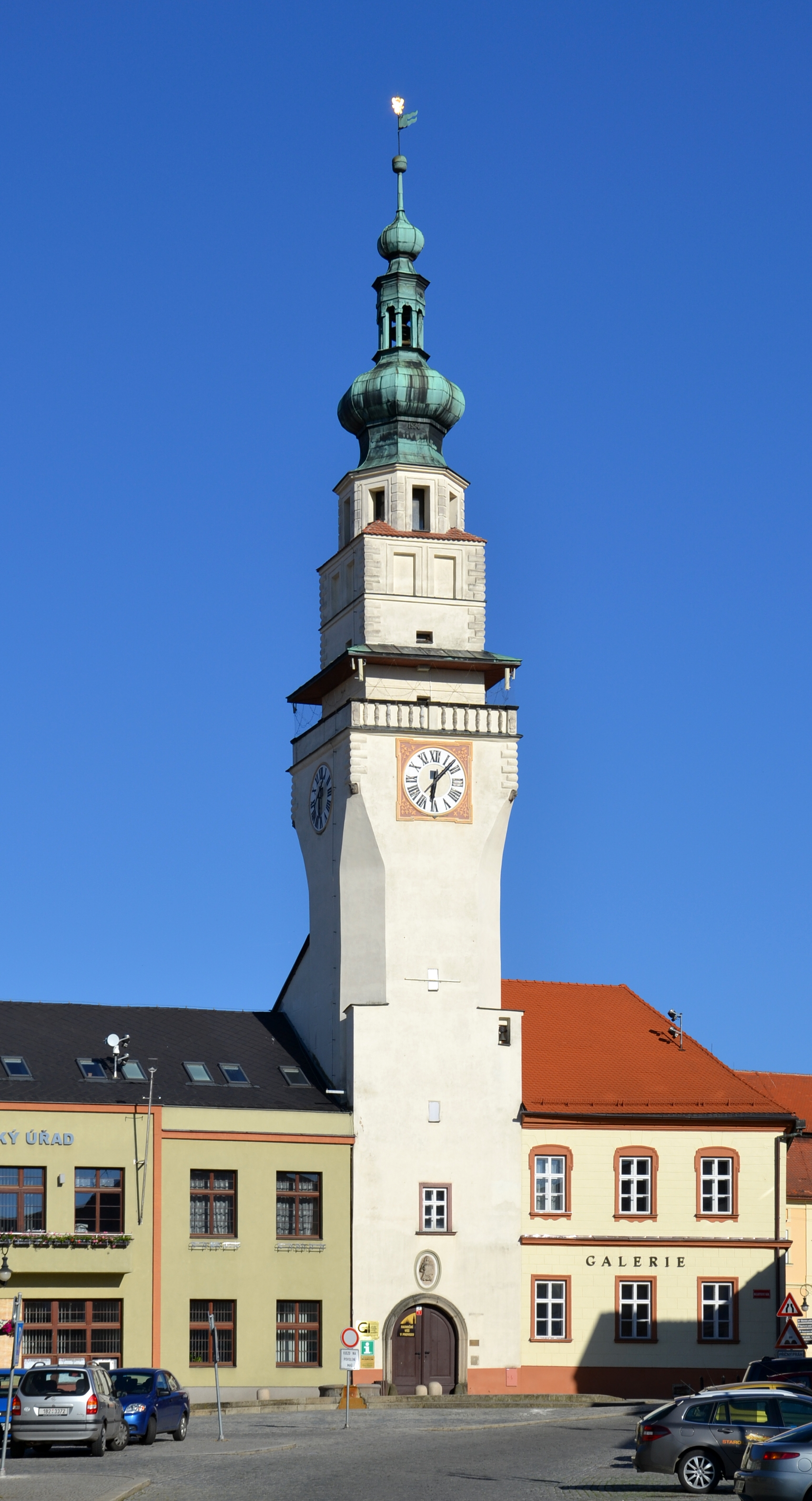
Celkový pohled na věž
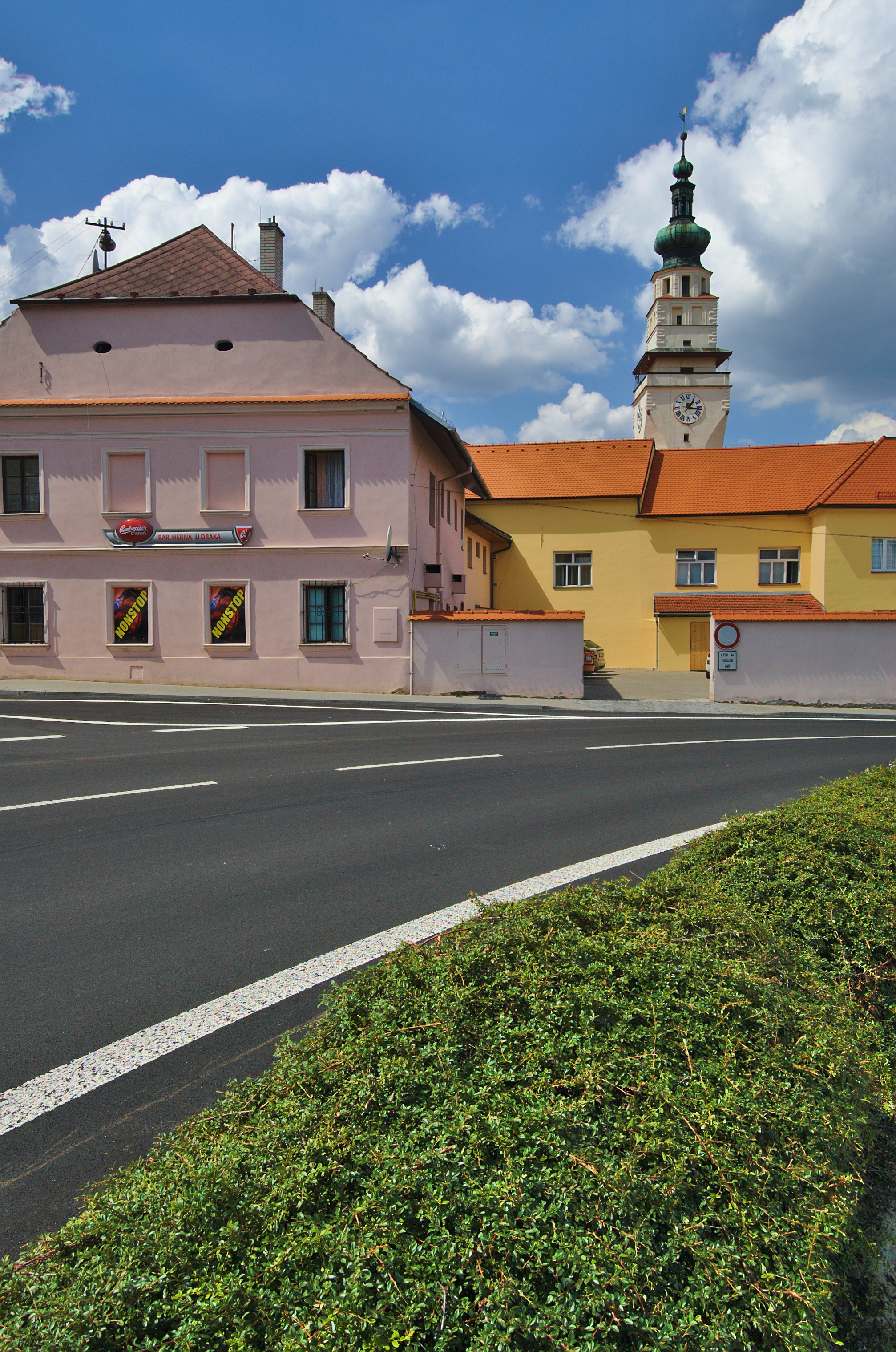
Radniční věž z ulice Sušilova
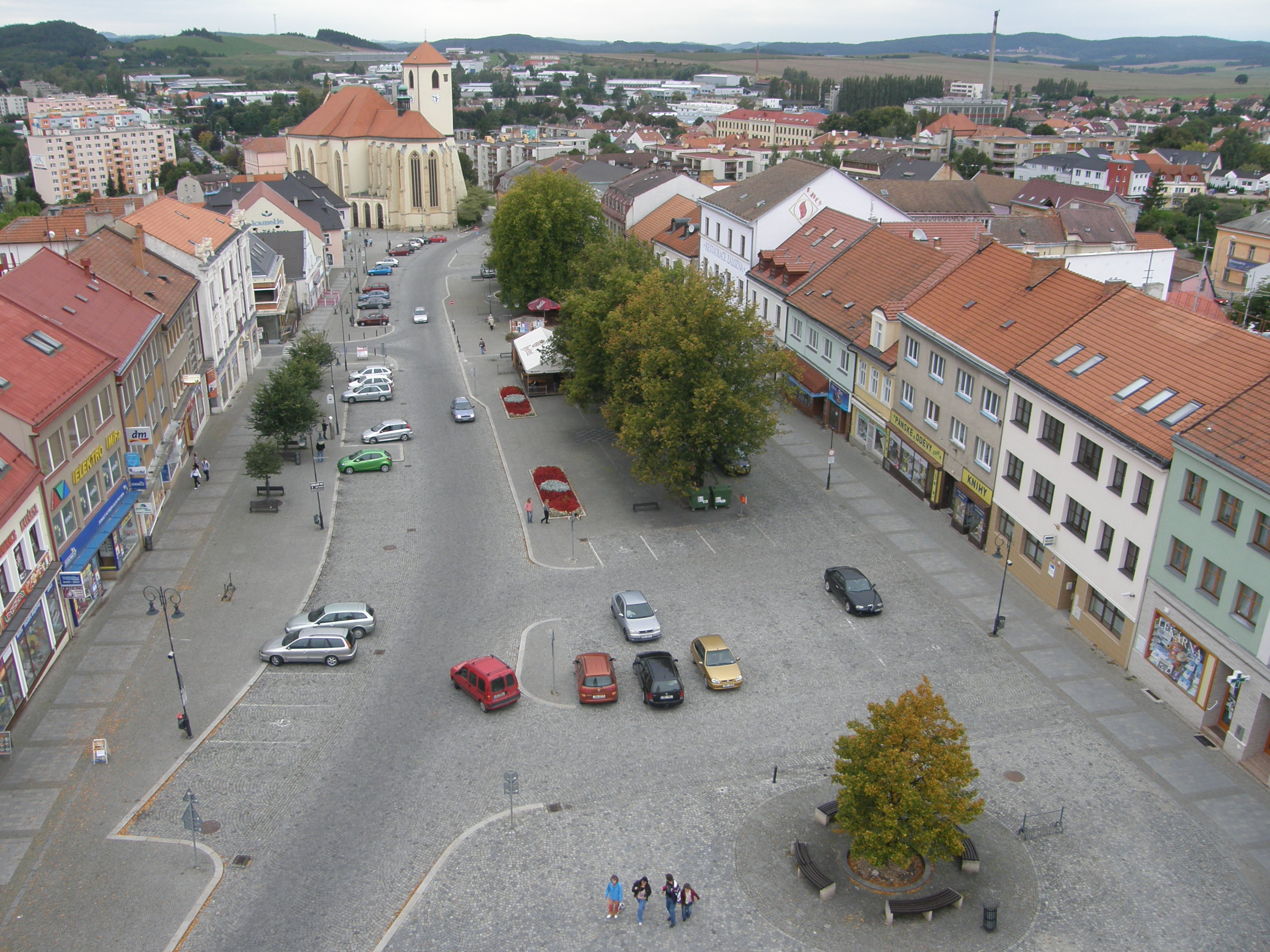
Pohled z věže na Masarykovo náměstí
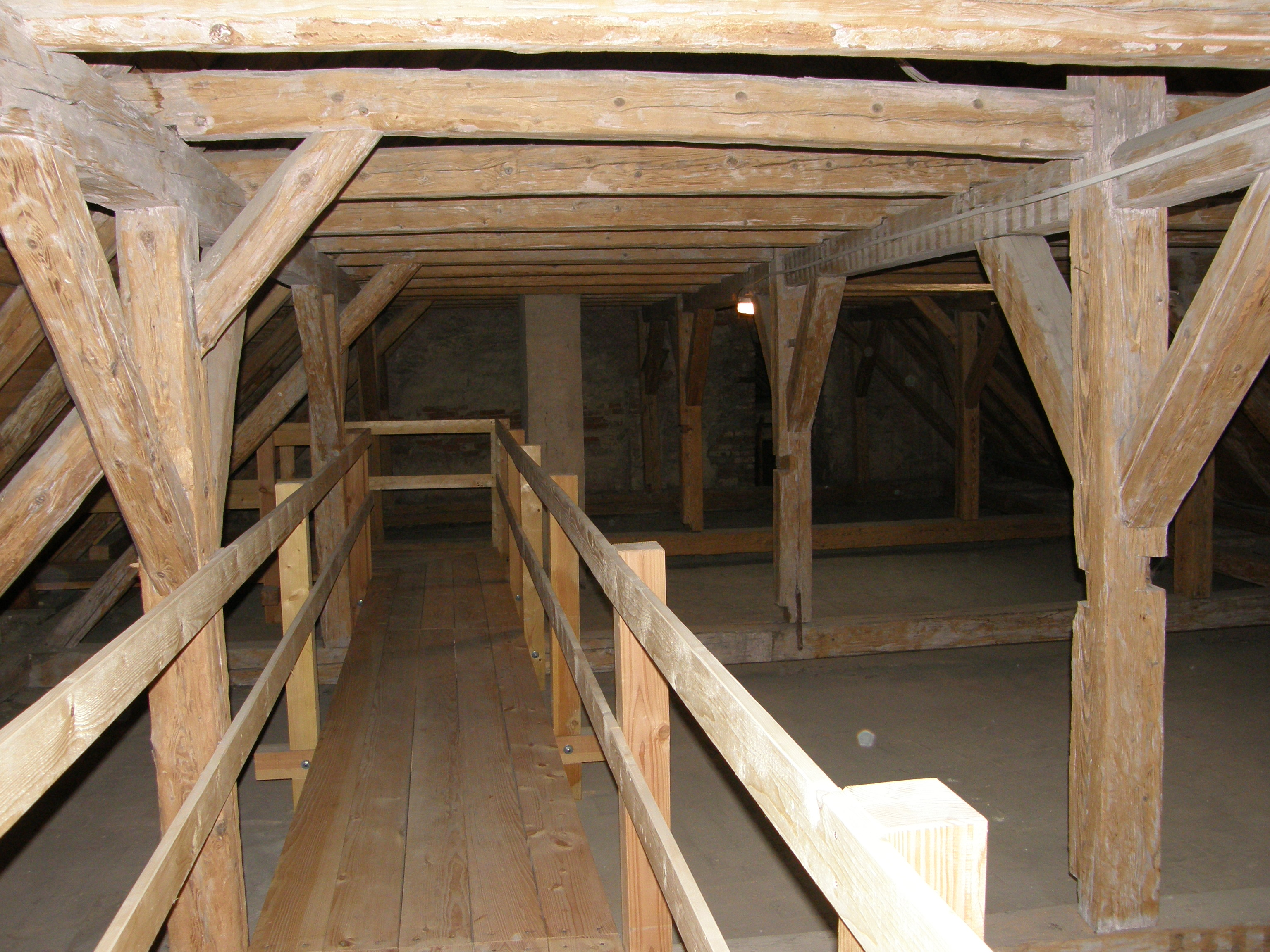
Půdní prostor věže
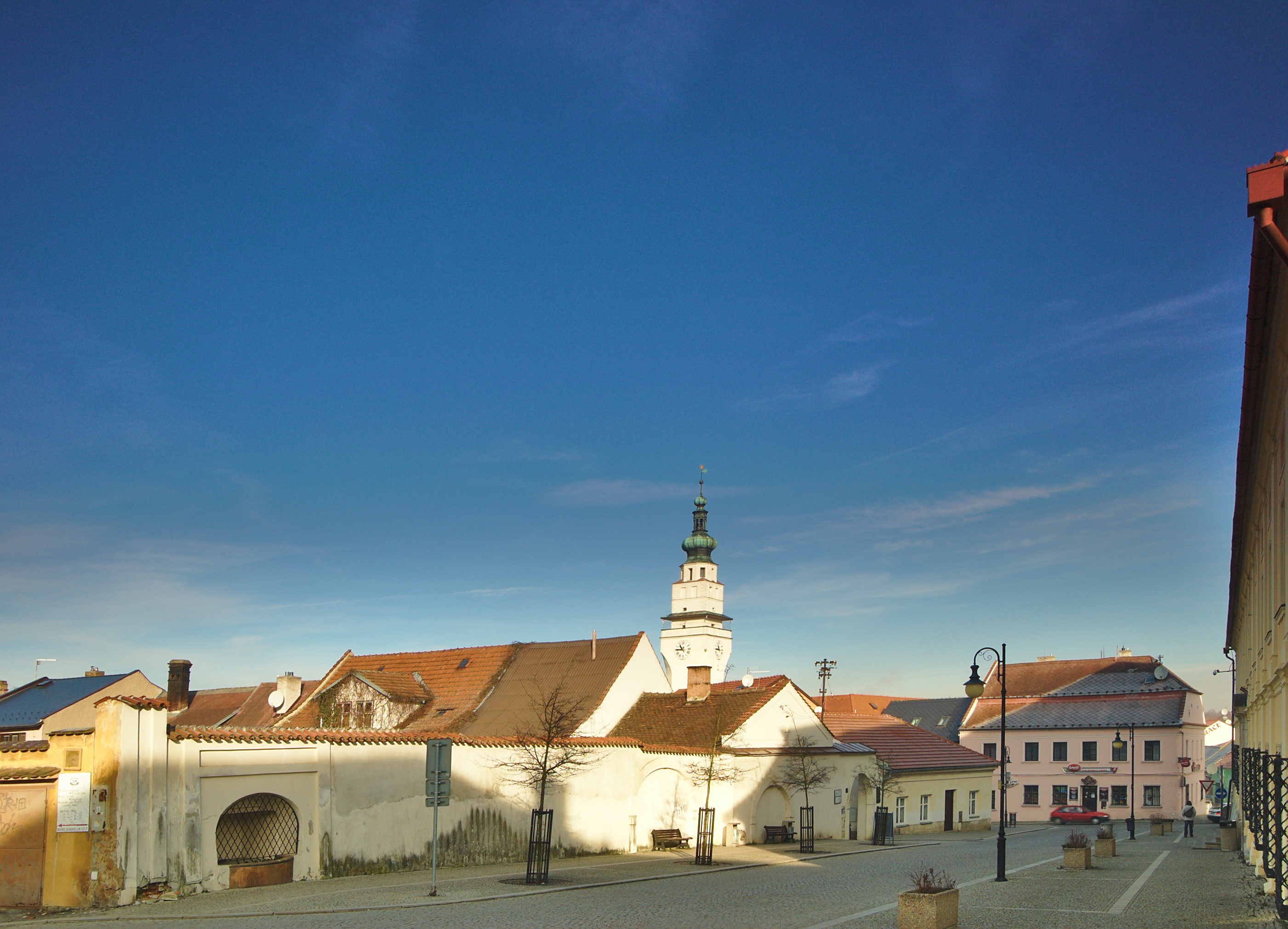
Pohled na radnici z ulice Hradní, v popředí zeď a brána oddělující Židovské město v Boskovicích